# カウンティーズ・マヌカウ (NPC)
カウンティーズ・マヌカウ（Counties Manukau）は、ニュージーランドのプケコヘを拠点とするラグビーユニオンおよびその代表チームであり、ナショナル・プロヴィンシャル・チャンピオンシップ（NPC、ニュージーランド州代表選手権）に出場している。代表チームの愛称は「スティーラーズ（Steelers）」。

## 概要
1955年に設立された。
オークランド地方のプケコヘにあるナビゲーション・ホームズ・スタジアム（Navigation Homes Stadium）が、ホームスタジアム。
タラナキ、ベイ・オブ・プレンティ、ワイカト、キングカントリー、イーストコースト、テムズバレーと共に、スーパーラグビーのチーフスのフランチャイズとなっている。
チームカラーは黒、白、赤で、ジャージはその3色ストライプ。

## 主な戦績
- ナショナル・プロヴィンシャル・チャンピオンシップ（NPC）1部：1979年優勝[4]
- ナショナル・プロヴィンシャル・チャンピオンシップ（NPC）1部：1996年準優勝[5]
- ナショナル・プロヴィンシャル・チャンピオンシップ（NPC）1部：1997年準優勝[6]